# Testbasis
De testbasis zijn alle documenten, waaruit de eisen zijn af te leiden, die aan een informatiesysteem worden gesteld. De documentatie waarop de testen van softwaresystemen is gebaseerd. De testbasis is "de informatie die het gewenste systeemgedrag definieert".
Om iets te kunnen testen moet er bekend zijn wat er verwacht wordt, wat het geteste, het testobject, zou moeten kunnen. Dit geheel van eisen, wensen, requirements en verwachtingen wordt de testbasis genoemd. 

## Voorbeelden
In het geval van een softwaretest kunnen de volgende zaken deel uitmaken van de testbasis:
- Requirement
- Functioneel ontwerp
- Technisch ontwerp
- Systeemdocumentatie
- Documentatie
- Checklists
- het oude systeem
- oude testgevallen

## Gebruik
De testbasis wordt gebruikt bij het testen. Afhankelijk van wat er als testbasis beschikbaar is wordt de teststrategie bepaald. Dit kan worden vastgelegd in het (Master) testplan. 
Als de testbasis niet goed genoeg is kan er niet getest worden. Het is dan namelijk moeilijk tot onmogelijk om te zeggen of het opgeleverde product, het testobject, goed is of niet. Het is dan moeilijk om iets te zeggen over het risico dat er bij de ingebruikname gelopen wordt.